# Ergavia divecta
Ergavia divecta är en fjärilsart som beskrevs av W. Warren 1908. Ergavia divecta ingår i släktet Ergavia och familjen mätare. Inga underarter finns listade i Catalogue of Life.